# Кондаково (Ярославская область)
Кондаково — село в Борисоглебском районе Ярославской области России. Входит в состав Высоковского сельского поселения.

## География
Расположено в 6 км на северо-восток от центра поселения села Высоково и в 26 км на запад от райцентра посёлка Борисоглебский. 

## История
Храм во имя Рождества Христова построен в 1804 году на средства прихожан и петербургского купца Савелия Петровича Королева. Трапезная и колокольня перестроены в 1845 году. 
В конце XIX — начале XX село являлось центром Кондаковской волости Угличского уезда Ярославской губернии. 
С 1929 года село являлось центром Кондаковского сельсовета Борисоглебского района, с 1954 года — в составе Давыдовского сельсовета, с 2005 года — в составе Высоковского сельского поселения.

## Население
| 1859 | 1914 | 2007 | 2010 |
| ---- | ---- | ---- | ---- |
| 367  | ↗371 | ↘90  | ↘79  |

## Известные уроженцы, жители
В Кондаково родился преподобный Русской церкви, затворник Ростовского Борисоглебского монастыря на Устье Ирина́рх Росто́вский (Иринарх Борисогле́бский, Иринарх Затво́рник, в миру Илья́ Акиндинович; 1548 — 1616).
Со 2-й половины XVII века установилась традиция совершения крестного хода с иконой преподобного Иринарха из монастыря на родину святого в Кондаково. Почитанием окружён источник, по преданию вырытый святым в лесном овраге близ села.

## Достопримечательности
В селе расположена действующая Церковь Рождества Христова (1804).